# A Magyar Nemzeti Levéltár Országos Levéltára óbudai épülete
A Magyar Nemzeti Levéltár Országos Levéltára óbudai épülete Budapest kis számú levéltári funkciójú épületeinek egyike, és országosan is azon kevés épület közé tartozik, amelyek már eleve, kifejezetten levéltári célra épültek. Építése 1994 és 1996 között zajlott, Tolnay Lajos építész tervei alapján, ünnepélyes átadása 1997. február 28-án történt meg, tényleges megnyitására 1997 végén került sor.
A hét szintes, túlnyomórészt a föld alatt elhelyezkedő raktáraiban több mint 50 000 iratfolyóméternyi levéltári anyag őrzésére képes épület a következő években előreláthatólag további terjedelmes épületrészekkel bővül majd, melyek révén irattároló kapacitása is számottevően növekedni fog. Az objektum a Magyar Országos Levéltár és a megyei levéltárak 2012-es egyesítése óta az így létrejött Magyar Nemzeti Levéltár egyik budapesti részegysége.

## Az épület
Az óbudai levéltári épület eddig megvalósult első üteme egy 13 777 négyzetméternyi ingatlanon 2721 négyzetméternyi beépített rész létesítését jelentette, négy föld alá süllyesztett, raktári célokat szolgáló pinceszinttel, egy, nagyjából a talajszinttel azonos magasságban lévő földszinti kiszolgáló szinttel, egy emeleti szinttel – ott található a kutatóterem, az előadóterem, az alkalmi kiállítások céljára hasznosítható területek nagy része, illetve a levéltári dolgozók munkaszobái –, végül pedig a tetőtéri szinttel, ahol a gépészet kapott helyet. A telken található még mintegy 1432 négyzetméternyi út- és járdafelület, a fennmaradó terület túlnyomó része parkosított zöldterület.
A klimatizált pinceszinteken alakították ki a raktárhelyiségeket: minden szinten két-két nagy alapterületű raktár, valamint néhány további kisebb raktárhelyiség található. A nagy raktárak egyenként több mint öt kilométernyi iratanyagot tudnak befogadni, az alapvető levéltári szempontoknak megfelelő módon többé-kevésbé állandó hőmérsékletű – hűvös – és páratartalom szempontjából is temperált körülmények között, jobbára a fénytől is elzárva. A raktárszinteket a földszinten kiegészíti három kisebb fogadóraktár, az első pinceszinttel egy magasságban pedig egy nagy előrendező terem, utóbbi szomszédságában kaptak helyet az informatikai szerverek is. A földszintre került a restaurátorműhely, a digitalizáló labor és a mikrofilmraktár, a könyvtár pedig az emeleti szinten helyezkedik el.

## Mai funkciói
Átadását követően az épületet a levéltár gazdasági jellegű „részlege” – a mai Vállalati Osztály és az 1945 utáni Gazdasági Kormányszervek Osztálya – vehette használatba. Itt kutatható tehát az 1945 után működött gazdasági minisztériumok – mint az Építésügyi, az Iparügyi, a Földművelésügyi, a Közlekedési és Postaügyi vagy a Kereskedelmi Minisztérium és a Pénzügyminisztérium – iratanyaga. A nagyobb állami vállalatok közül a Csepel Autógyár, a Ganz Villamossági Művek, a Paksi Atomerőmű és a MÁV iratait is az óbudai épület őrzi.
Szintén Óbudán található a Magánlevéltárak és Gyűjtemények Főosztályához tartozó mikrofilmtár és a levéltár könyvtárának mintegy egyötöde, olvasóteremmel. Az Állományvédelmi Osztály digitalizáló laborja, restaurálóműhelye és könyvkötőműhelye is ide került, továbbá helyet kapott az épületben egy iratszárító is – utóbbiak előzőleg a Hess András téri telephelyen voltak, ám azt az épületet tulajdonosváltás miatt el kellett hagyniuk.

## Története

### Létesítésének előzményei
A rendszerváltás után a Magyar Köztársaság Országgyűlése 1991. december 12-én törvényt alkotott a korábban csak történelmi iratokat gyűjtő (1970-től nem gyarapodó) Magyar Országos Levéltár és az 1970-ben döntően a 20. század második feléből származó iratanyagok gyűjtésére szakosodott Új Magyar Központi Levéltár egyesítéséről; a jogszabály 1992. július 1-jén lépett hatályba. Az 1991. évi LXXXIII. törvény (mely „A levéltári anyag védelméről és a levéltárakról szóló 1969. évi 27. törvényerejű rendelet módosításáról” címet viselte) egyúttal rendelkezett arról is, hogy a Magyar Dolgozók Pártja és a Magyar Szocialista Munkáspárt maradandó értékű iratanyaga az állam tulajdonát képezi, kutathatóvá tételükről pedig a művelődési és közoktatási miniszter köteles gondoskodni.
A szintén ezekben az években (nagyjából 1988-1992 között) lezajlott nagy fokú gazdasági átalakulás következtében számos addigi állami tulajdonú nagyvállalat került csőd közelébe, majd felszámolás alá; márpedig e cégek történeti értékű iratanyagai is az egyesített levéltár illetékességi körébe tartoztak, így biztonságba helyezésük és szakszerű tárolásuk iránt ugyancsak intézkedni kellett. Ekkora iratmennyiség elhelyezésére azonban a rendelkezésre álló szűkös raktári kapacitás egyáltalán nem adott lehetőséget, ezért hamar egyértelművé vált, hogy új levéltárépületre lesz szükség.
A küszöbön álló szovjet csapatkivonás kapcsán várhatóan megüresedő laktanyák ilyen célú hasznosítása már igen korán felmerült, olyannyira, hogy Buzási János, a Magyar Országos Levéltár akkori főigazgatója 1990-ben szemlét is tartott a szentendrei szovjet laktanya területén és úgy ítélte meg, hogy a megtekintett épületek közül néhány, a megfelelő átalakítást követően alkalmas is lehet levéltári célra. Végül azonban az átépítéses verziót elvetették, s amikor 1991 nyarán a kormány az 1032/1991. (VII. 9.) számú határozatával a Művelődésügyi és Közoktatási Minisztériumnak adta át egy másik hasonló létesítmény, a III. kerületi Budai Nagy Antal laktanya területének egy részét, levéltárépítési célokra, azt már kimondottan azzal az elgondolással tette, hogy a levéltár ott egy teljesen új építésű épületben kapjon helyet. A minisztérium tehát már ennek értelmében adta ki a megbízást egy legalább 50 000 iratfolyóméternyi levéltári anyag befogadására képes épület terveinek elkészítésére.

### Tervektől az átadásig
Az eredeti megbízási szerződést a Művelődésügyi és Közoktatási Minisztérium a Művelődésügyi Beruházási Vállalattal kötötte, 1992. január 16-án, utóbbi nem sokkal később kft-vé alakult át MŰBER-Invecon Kft. néven. Az új levéltár tanulmánytervei 1992. február 28-án készültek el, A generáltervező a Középületépítő Vállalat keretében működő Pro Domo Műszaki Tervező Kft., az építész tervező a későbbi Ybl-díjas Tolnay Lajos, a belsőépítészeti tervező pedig N. Bakos Mária volt. [A tartószerkezeti terveket Váczi Péter, az épületgépészeti terveket Demkó István, az elektromos terveket pedig Nagy Gábor jegyezte.]
1992. november 30-án született meg a levéltári ingatlanrészre vonatkozó adásvételi szerződés, aminek birtokában a lebonyolító 1993 januárjában már benyújthatta kérelmét az építési engedély iránt; utóbbi majdnem pontosan egy évvel később emelkedett jogerőre. Annak birtokában a MŰBER-Invecon 1994. február 11-én, a Magyar Hírlapon keresztül közreadhatta a versenyfelhívást, amelyre a megadott határidőn belül 10 ajánlattevő nyújtott be összesen 14 ajánlatot. A nyertes a Középületépítő Rt. (KÖZÉV) lett, amely 1994 júniusában meg is kezdhette a kivitelezést. 
A levéltári célra átadott ingatlanrészen a korábbi szovjet laktanyának hét kisebb épülete állt, ezek közül ötöt kellett elbontani az építkezés miatt; a fennmaradó két épület a terviratokban úgy szerepelt, mint felvonulási célra, ideiglenesen fennmaradó, később elbontandó épületek (utóbbiak azonban valójában nem lettek elbontva, 2022-es állapot szerint is állnak, komolyabb funkció nélkül). El kellett bontani csaknem 2000 négyzetméternyi betonburkolatot, 40 méternyi lépcsőt, illetve egy 375 négyzetméteres úszómedencét is.
Az építkezés 1996 novemberében fejeződött be, majd az ünnepélyes átadásra 1997. február 28-án került sor. A megjelenteket Lakos János főigazgató köszöntötte, majd Göncz Árpád köztársasági elnök mondott ünnepi beszédet, melyben az intézmény történelmi szerepére és fontosságára hívta fel a figyelmet. A kormányt Magyar Bálint művelődési és közoktatási miniszter képviselte, az ünnepi beszédek sorát pedig Tolnay Lajos szavai zárták. A következő hónapok fő feladata a levéltár számára az oda szánt iratanyag beköltöztetése volt, s ennek megtörténtét követően az óbudai levéltári épület még 1997 végén megnyitotta kapuit a kutatók és látogatók előtt.

## Képgaléria

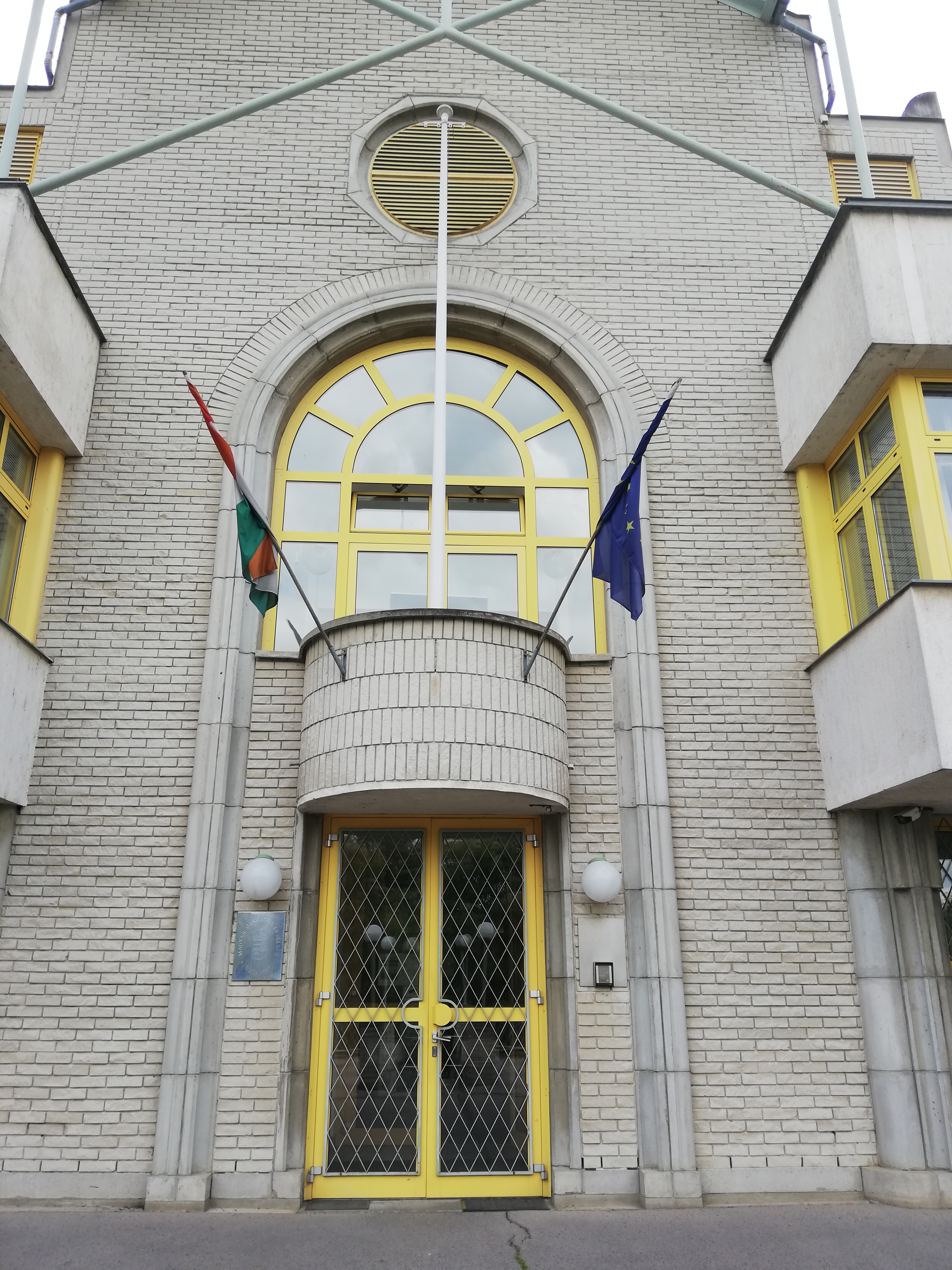
Az épület bejárati traktusa
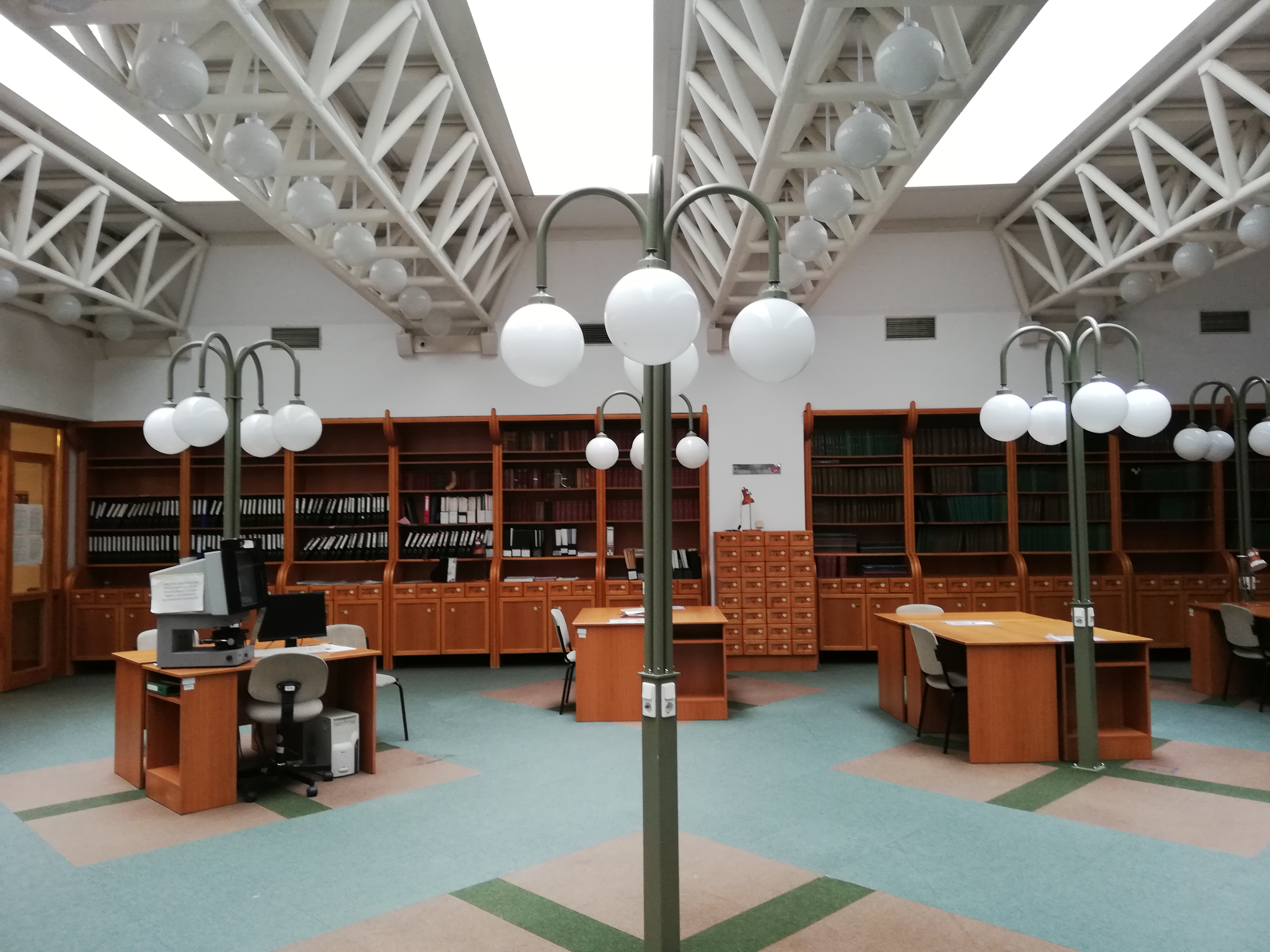
A kutatóterem
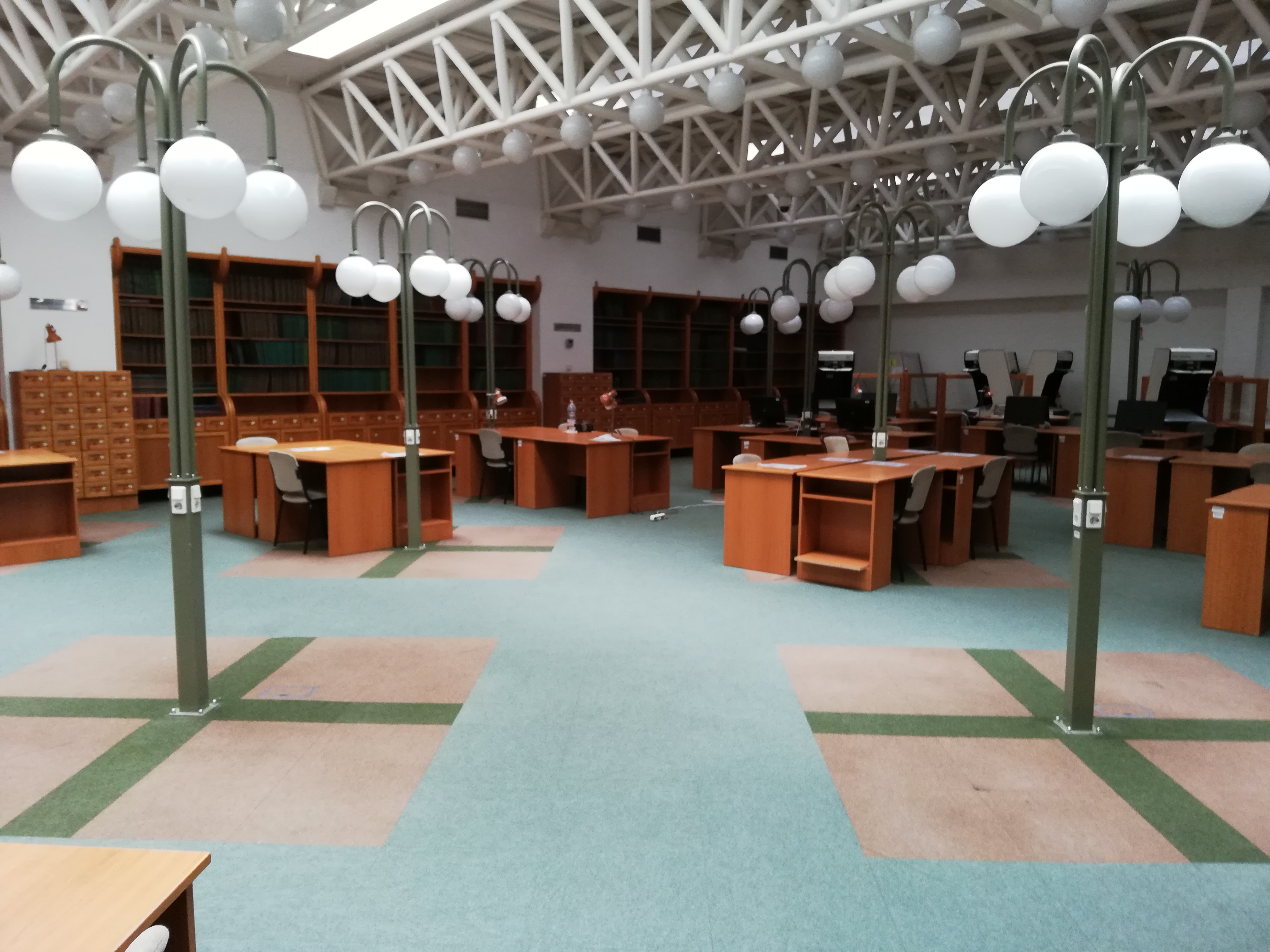
A kutatóterem
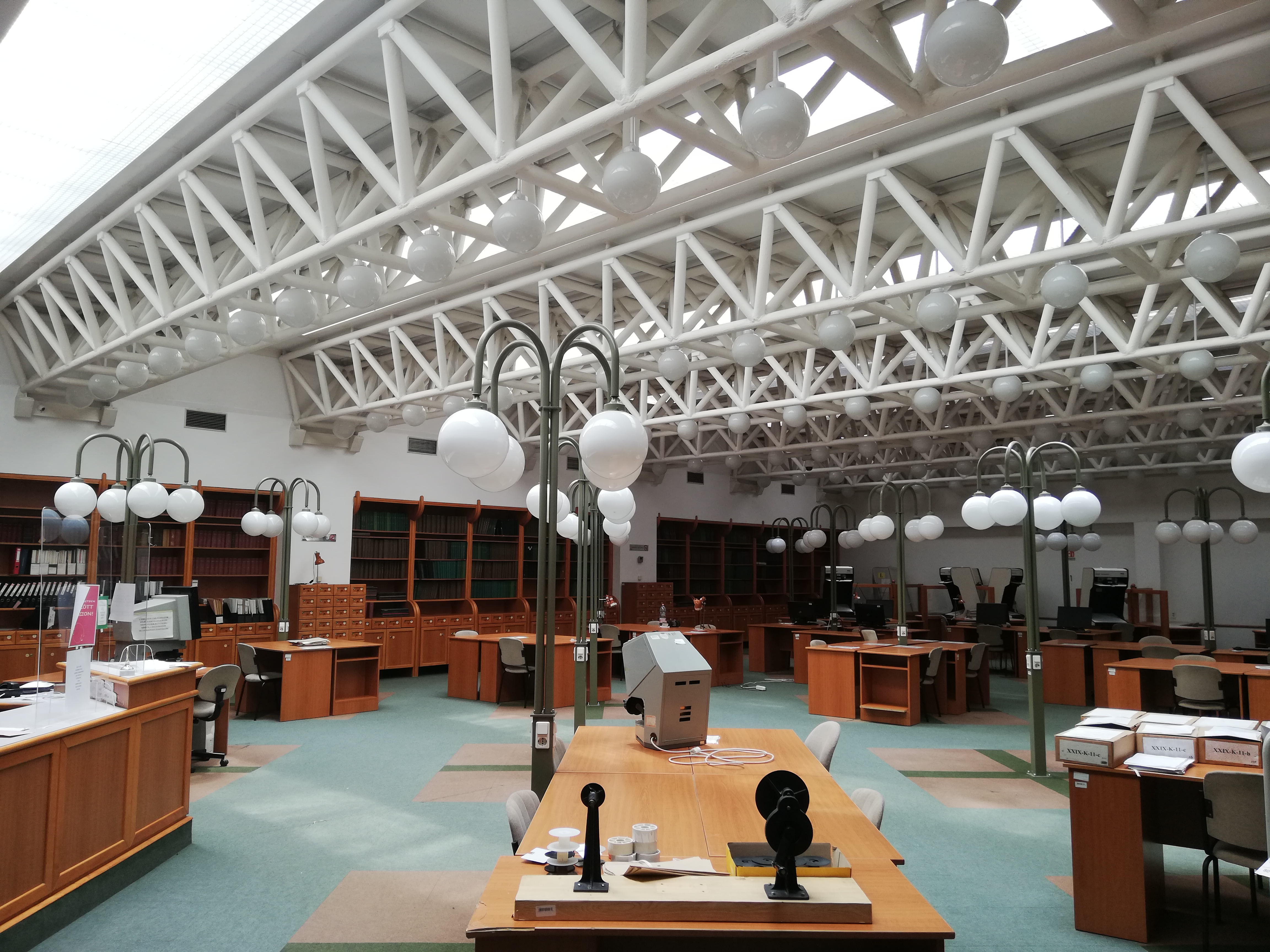
A kutatóterem
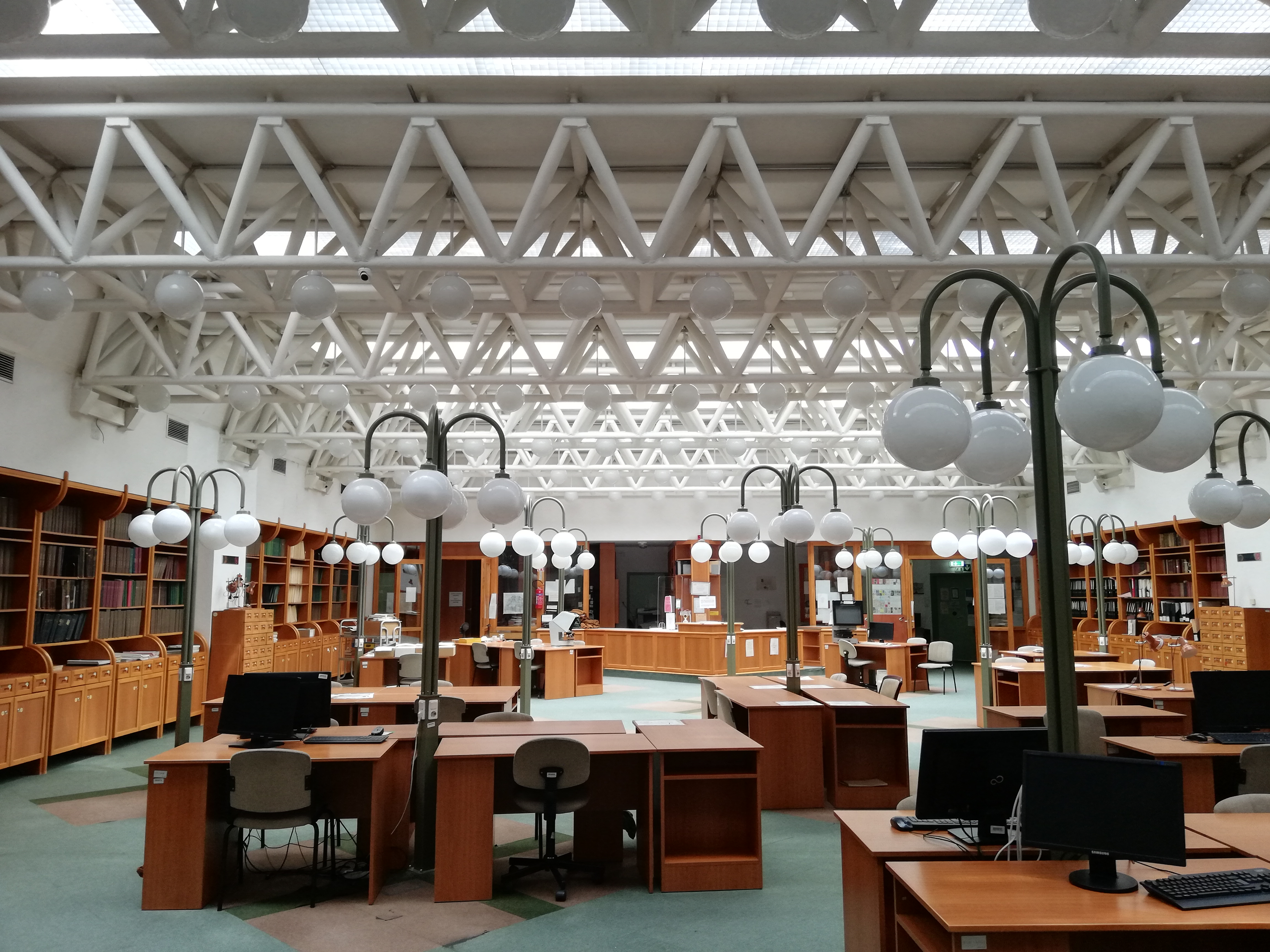
A kutatóterem
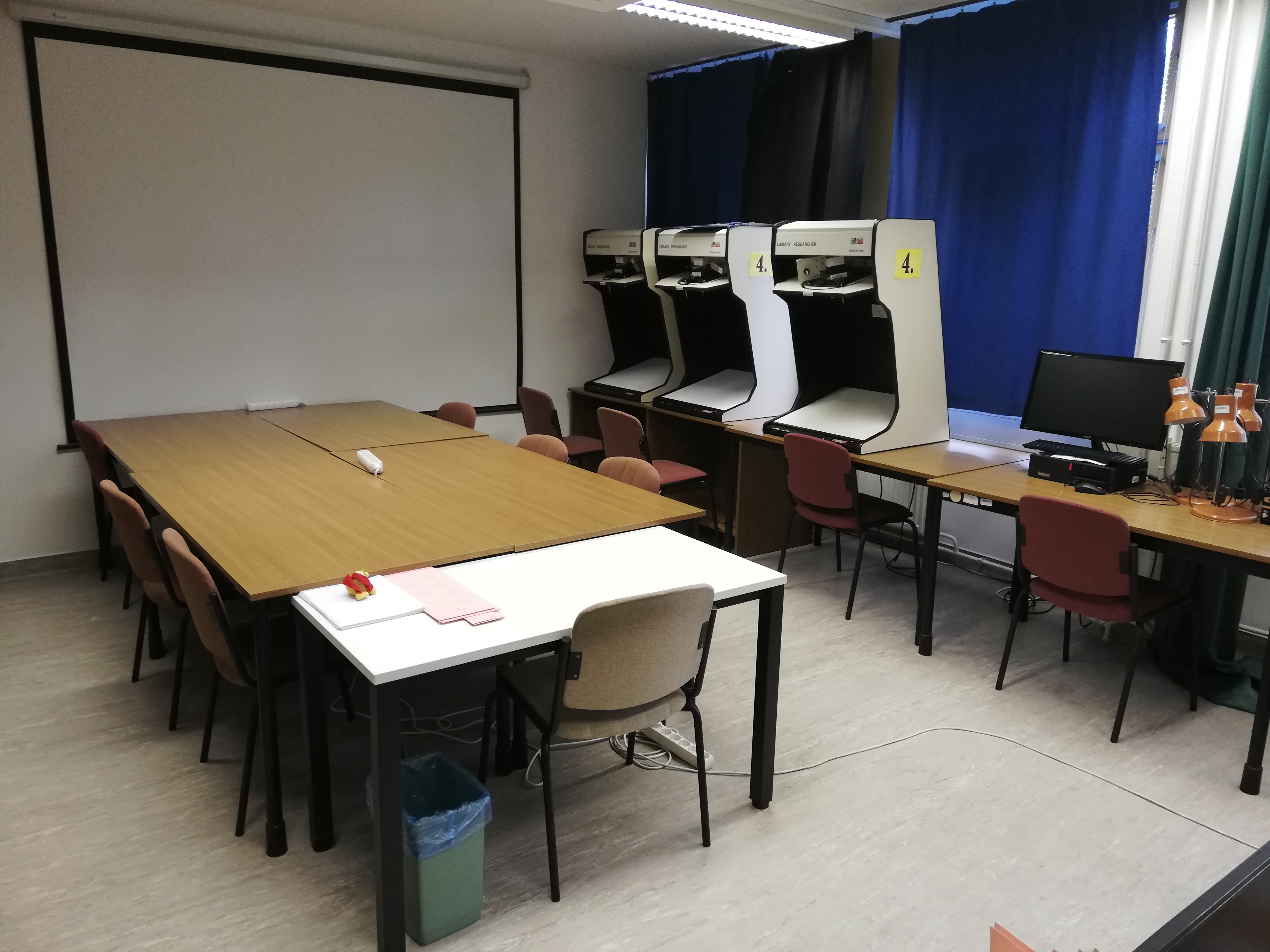
A 2022 tele óta használt kutatószoba
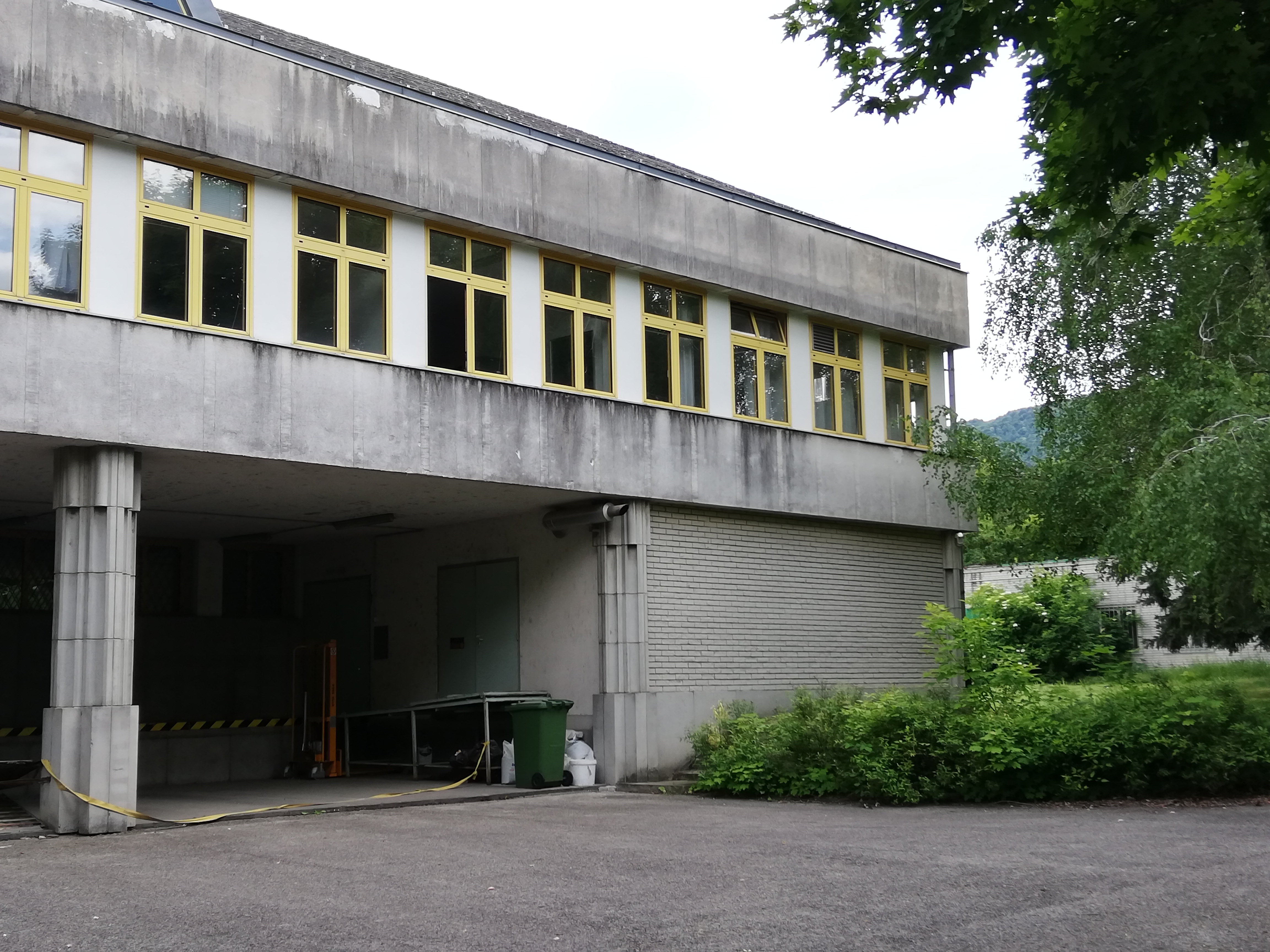
A főleg beszállítások idején használt rakodórámpa egy részlete
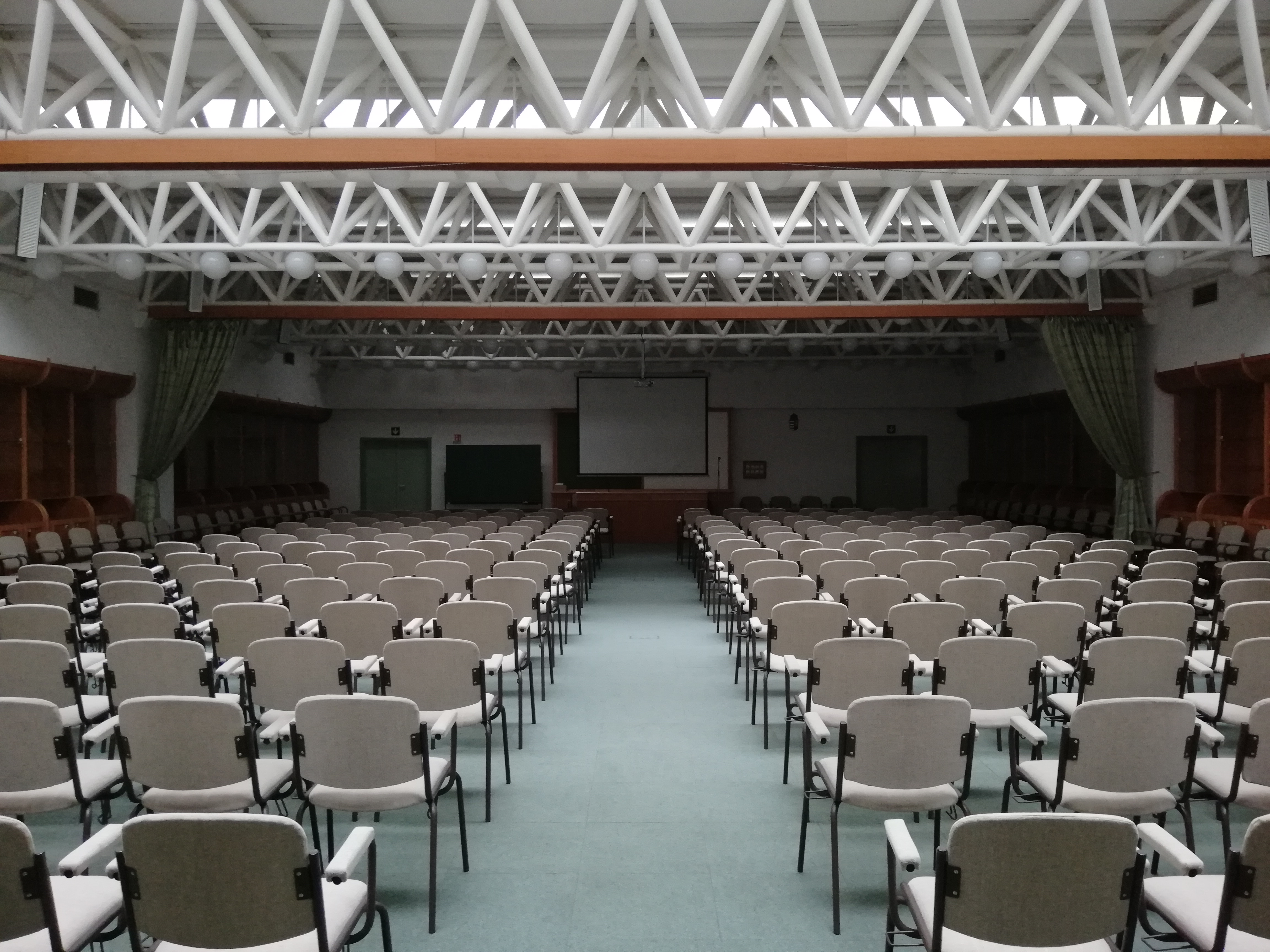
Az előadóterem
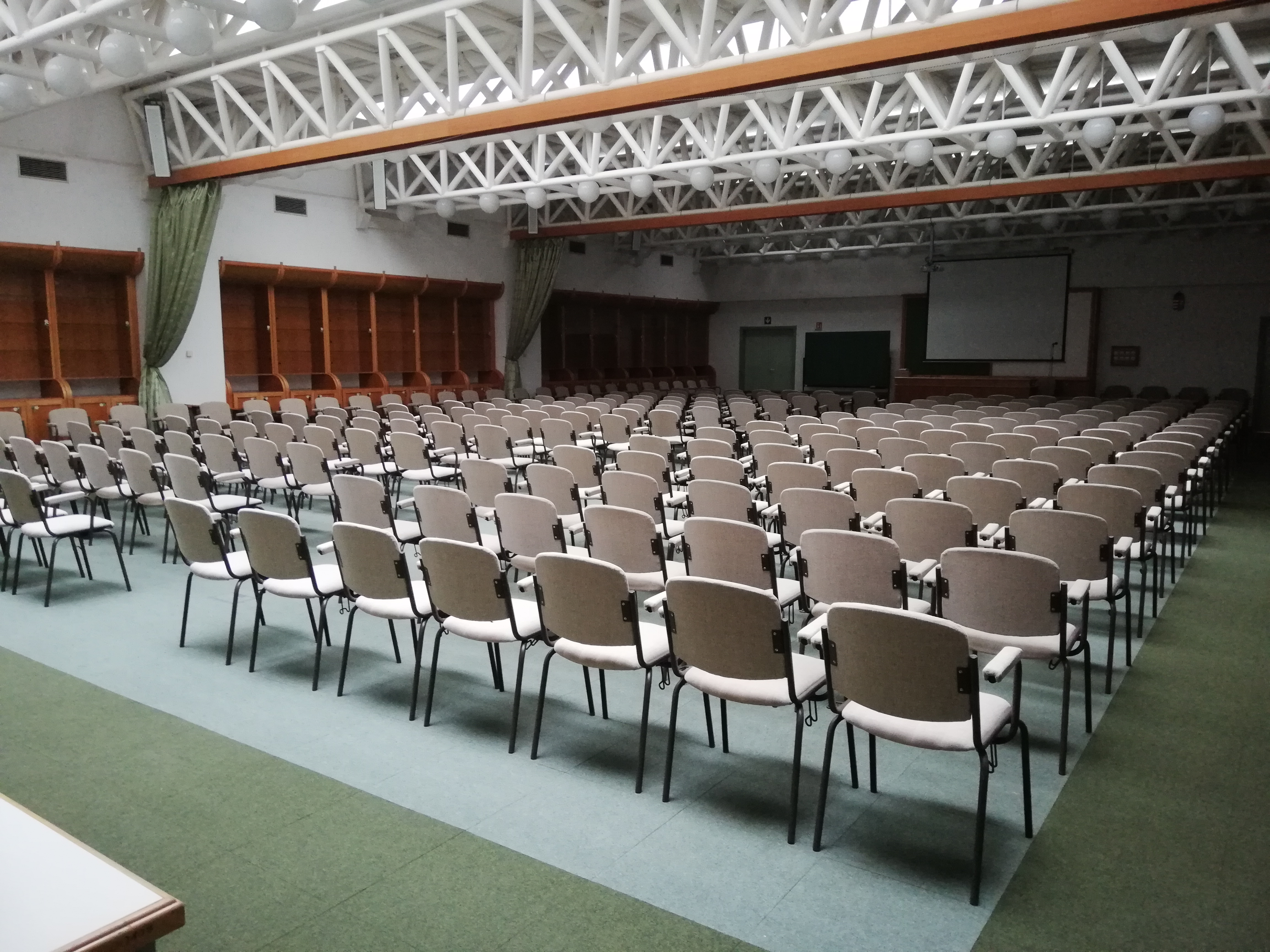
Az előadóterem a bejárata felől
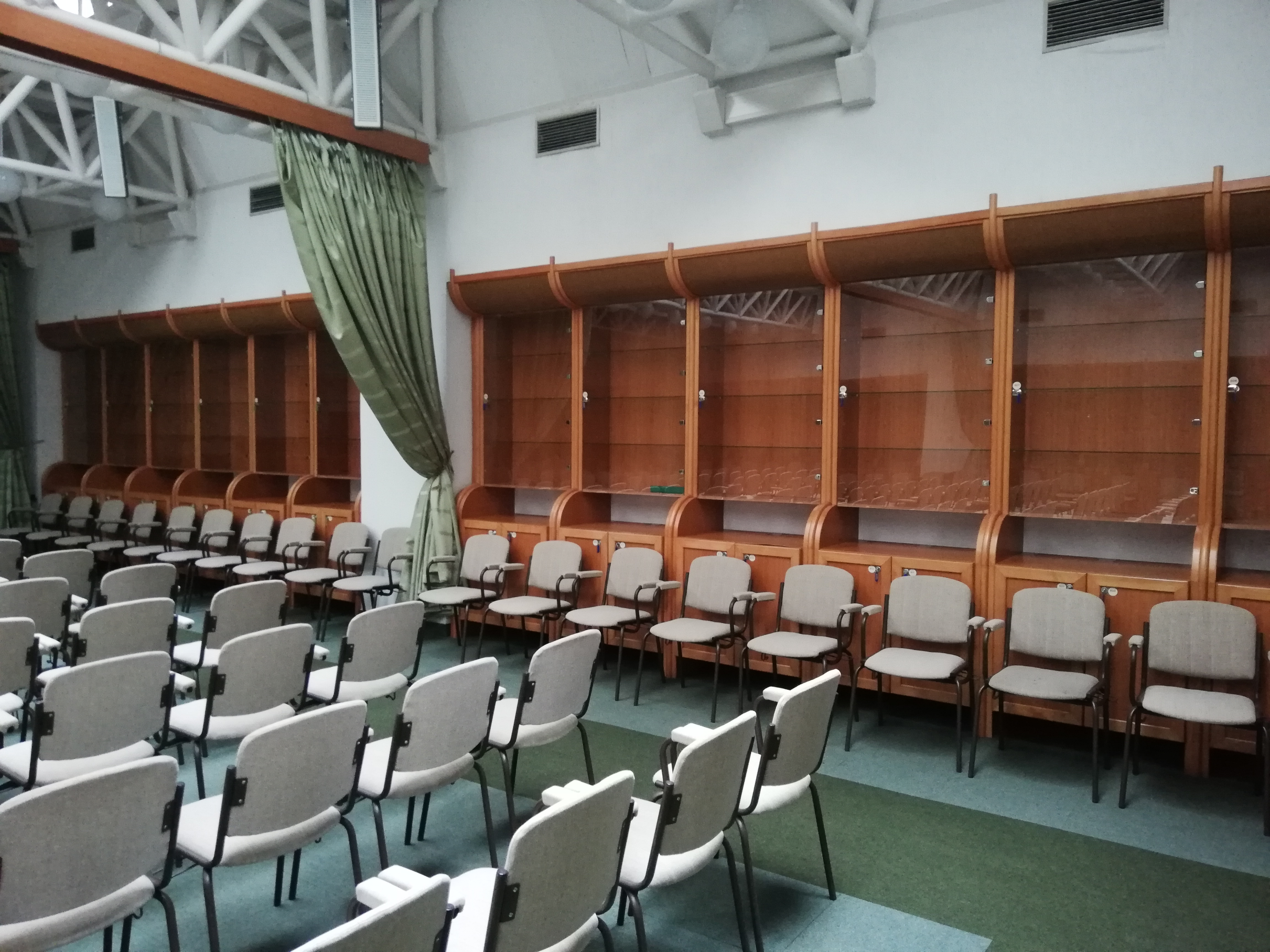
Az oldalsó vitrinsorok révén a "nagyelőadó" kiállítások rendezésére is remek helyszín
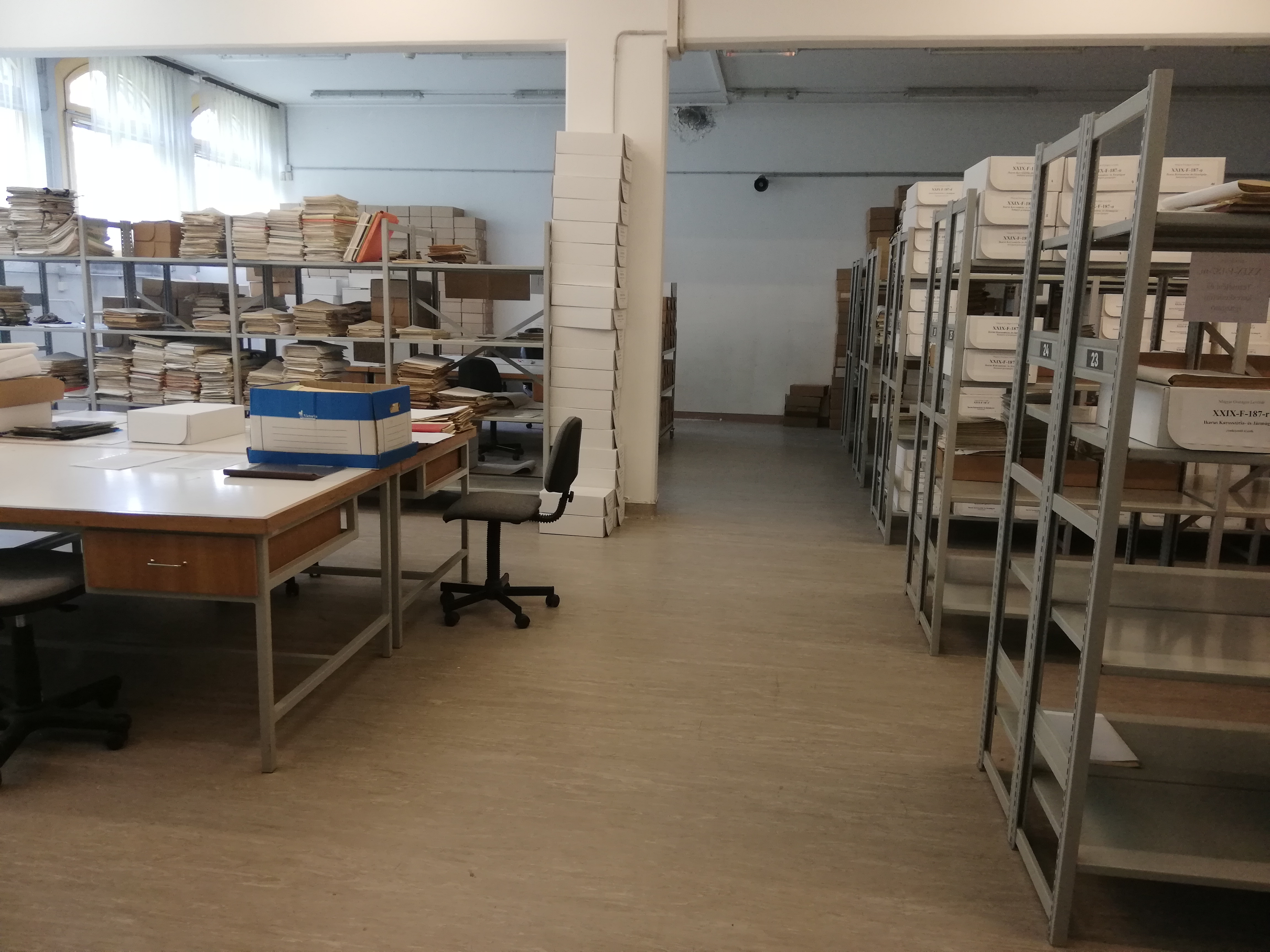
Az előrendező
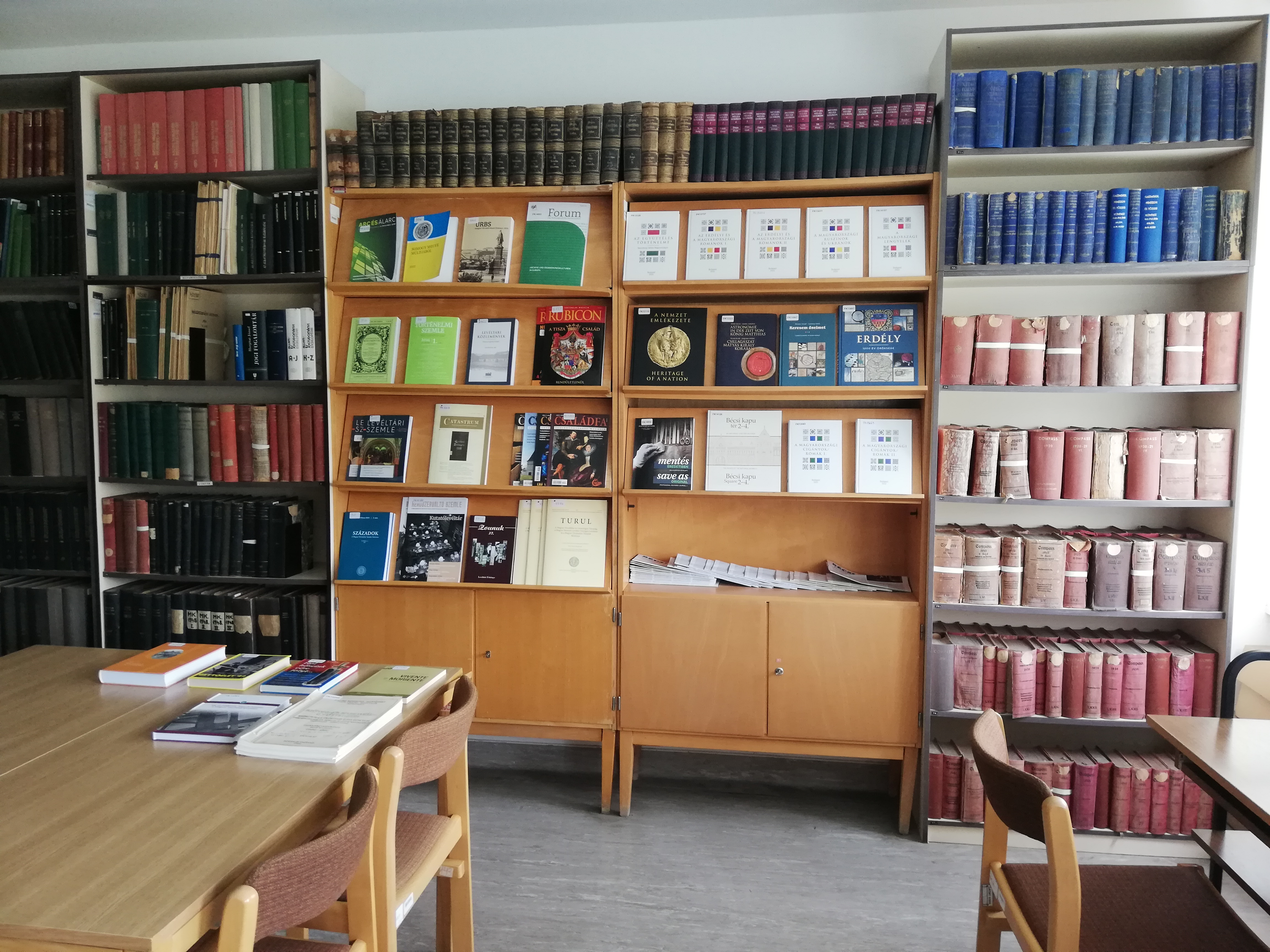
A könyvtár
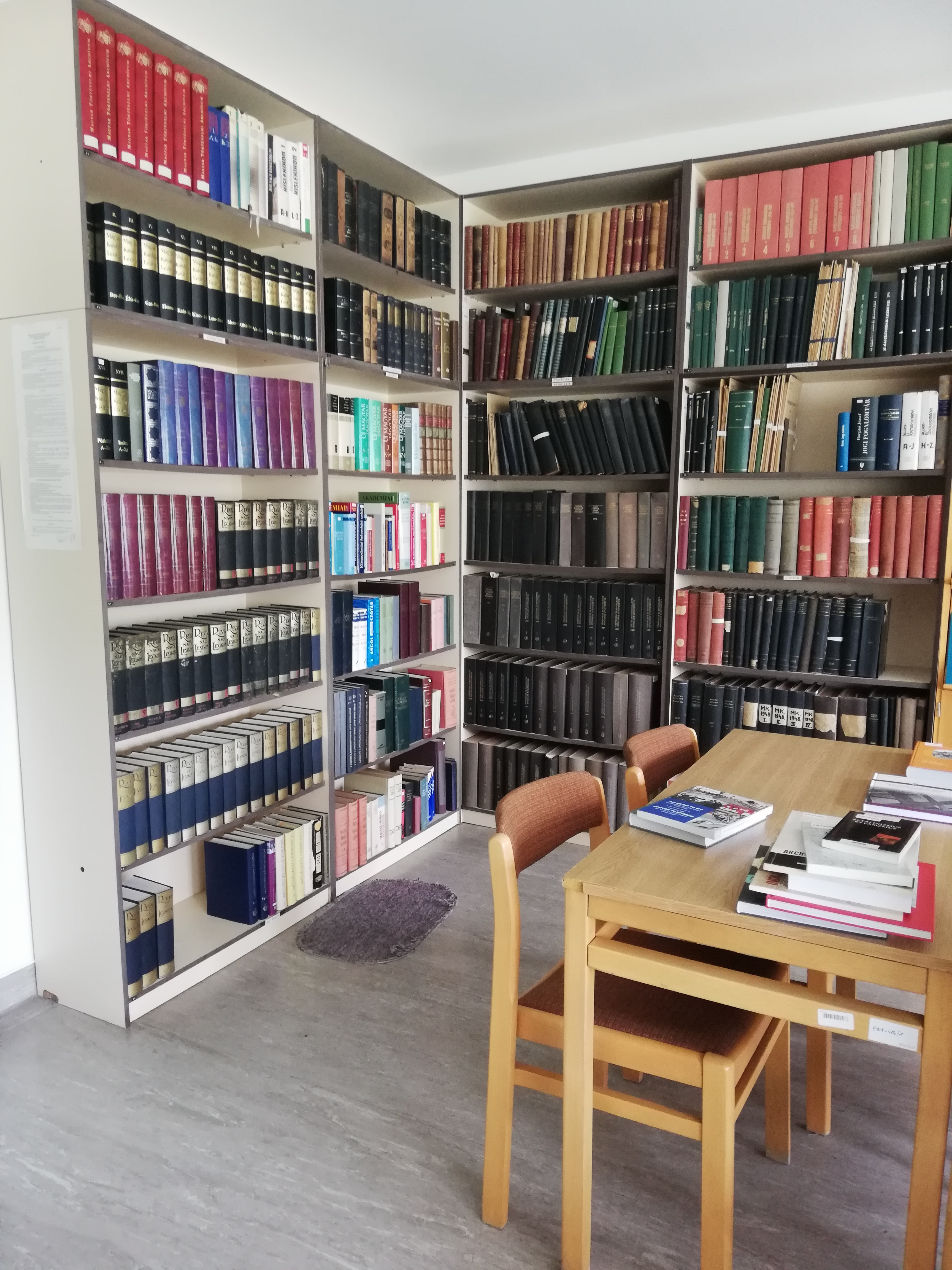
A könyvtár
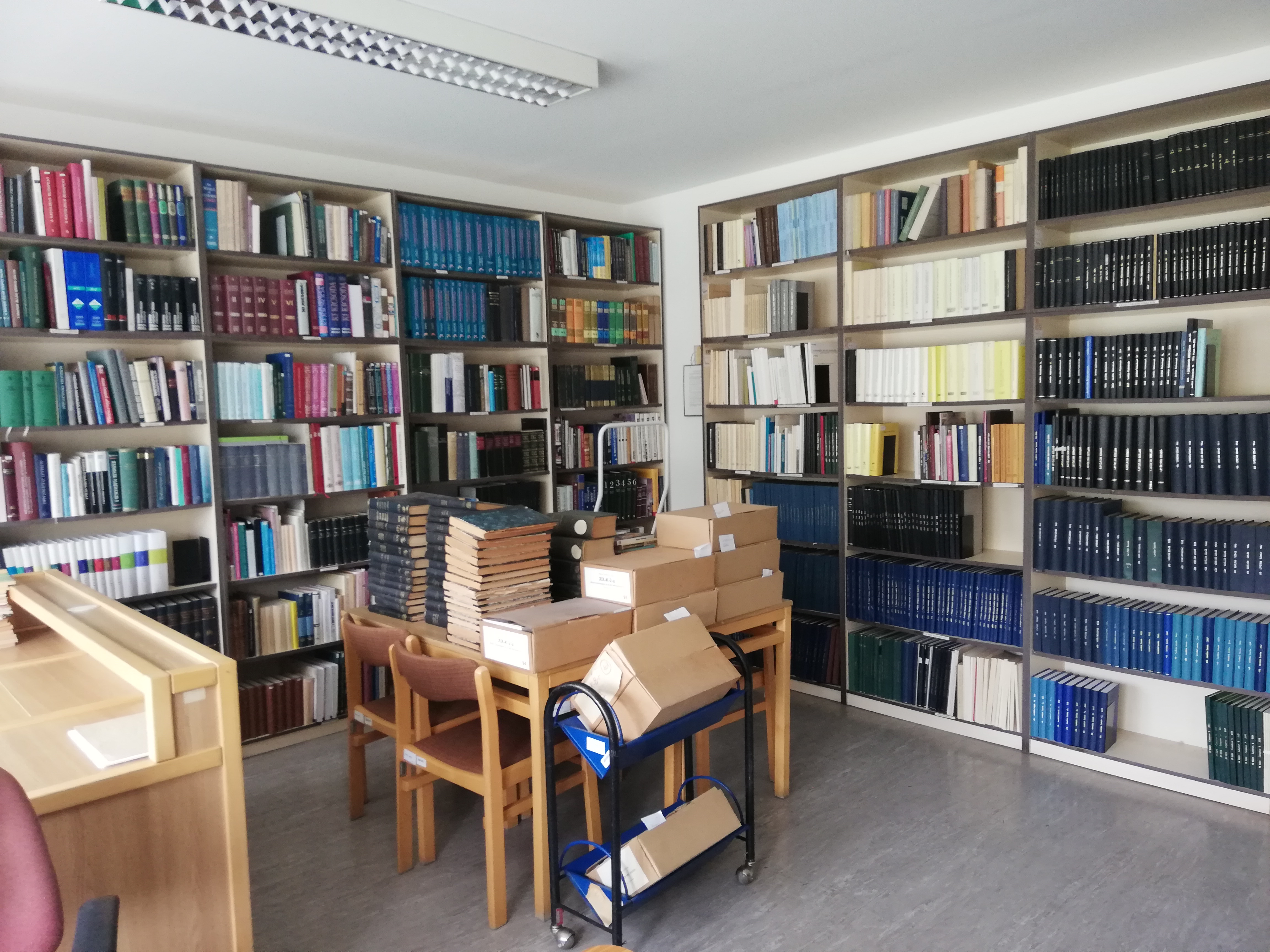
A könyvtár
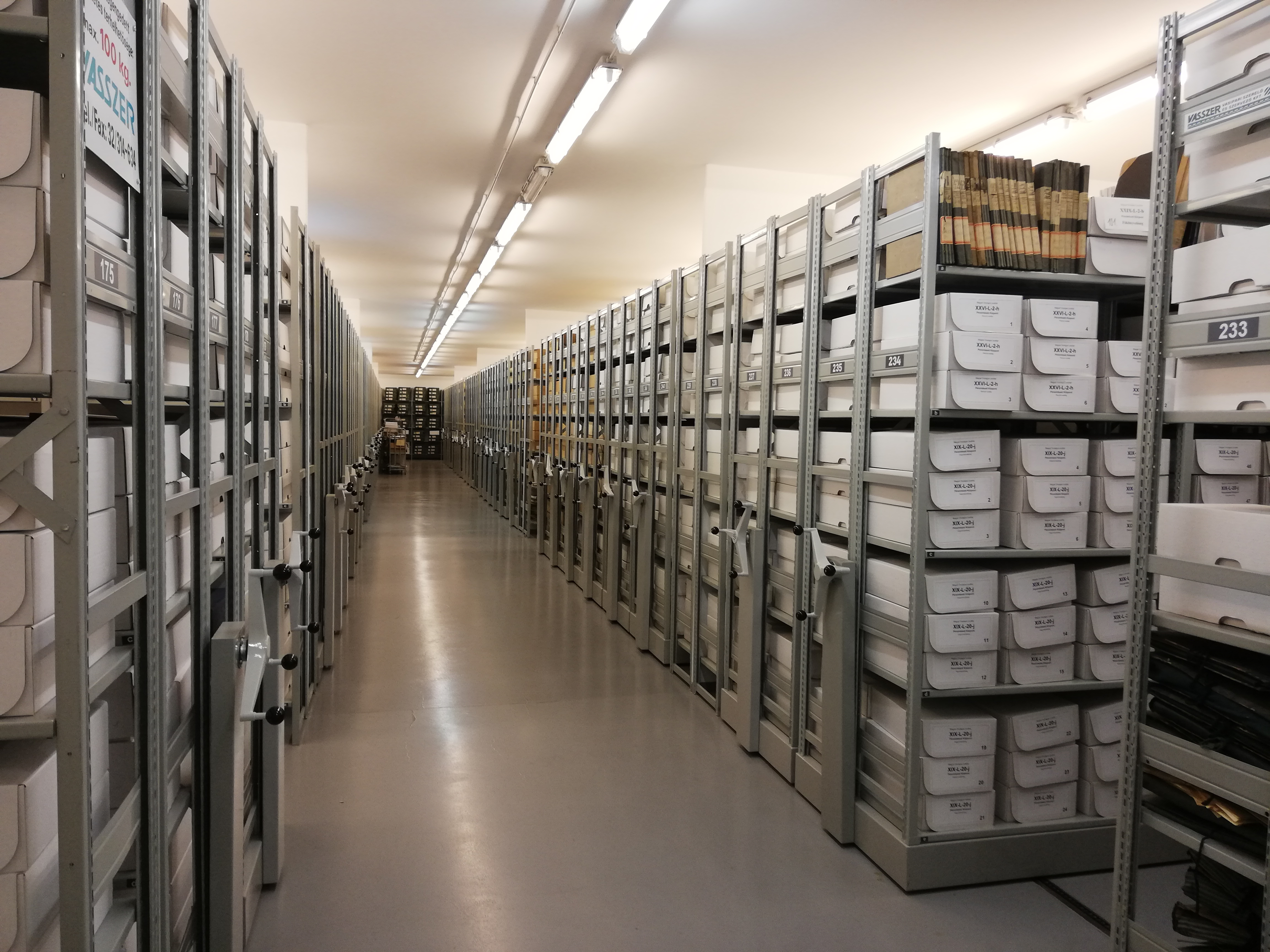
Az óbudai épület egyik raktárrészlete
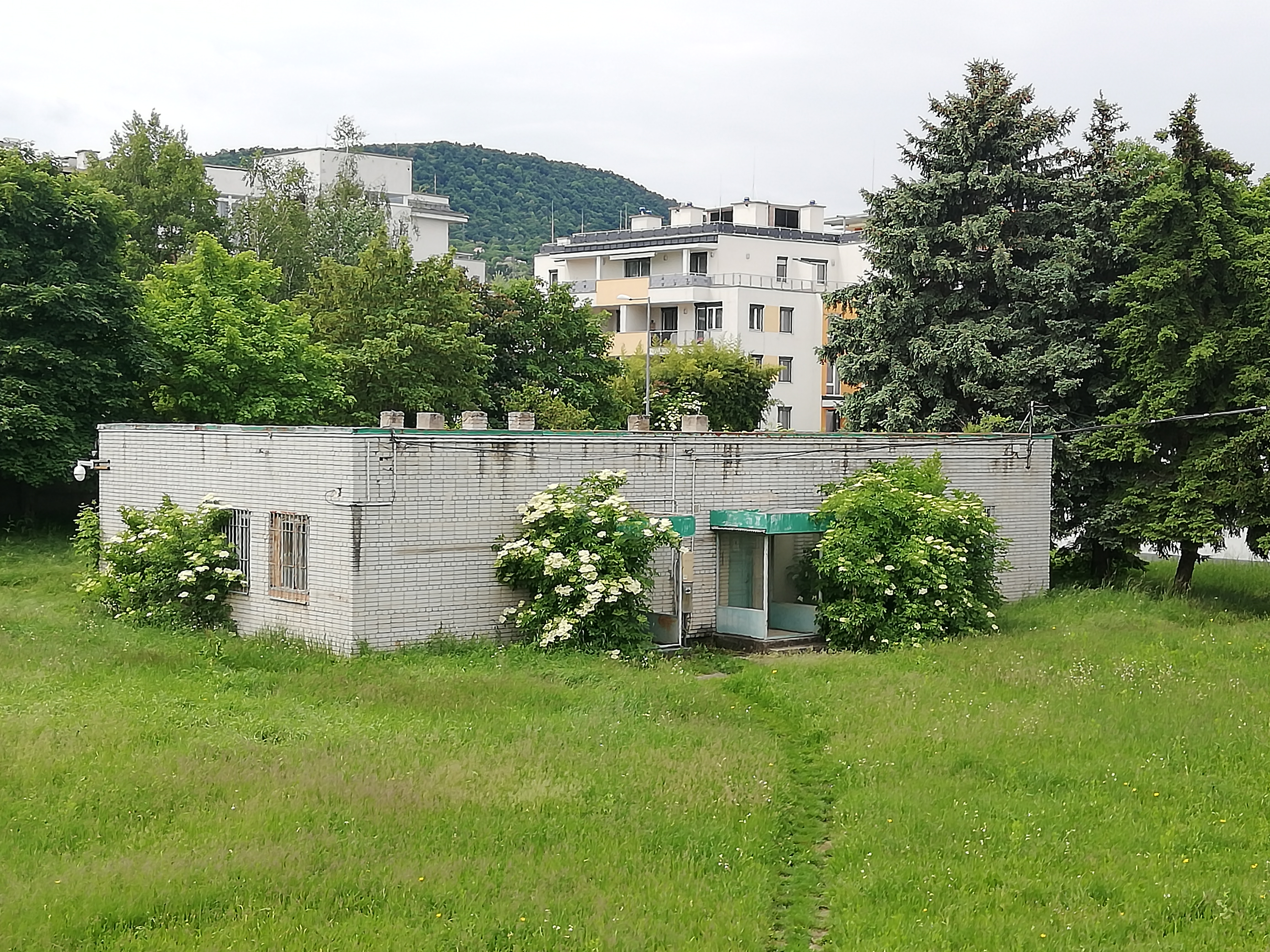
A laktanyai időszakból visszamaradt régi melléképületek egyike
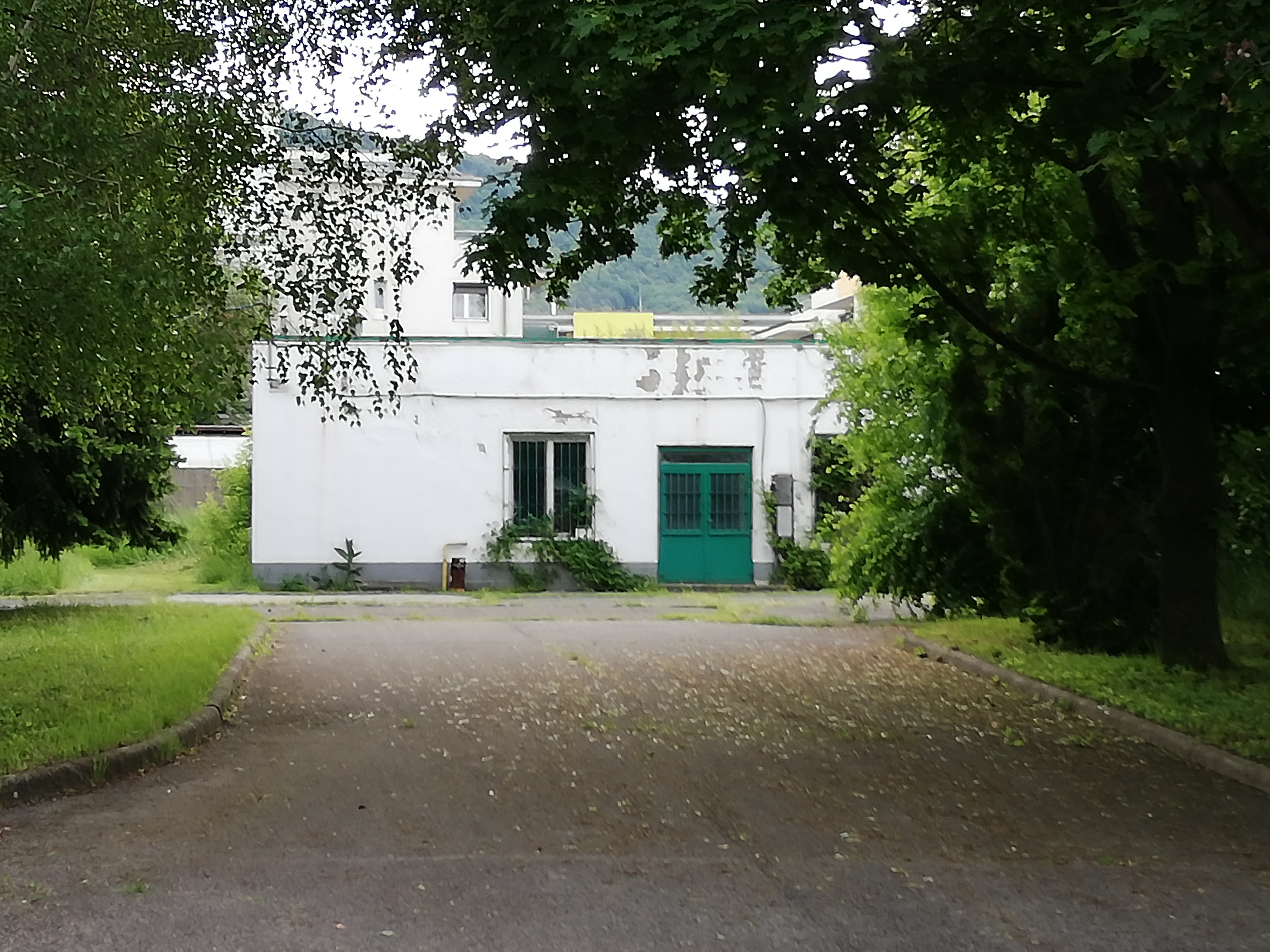
Gondnoksági célra használt, régről megmaradt melléképület
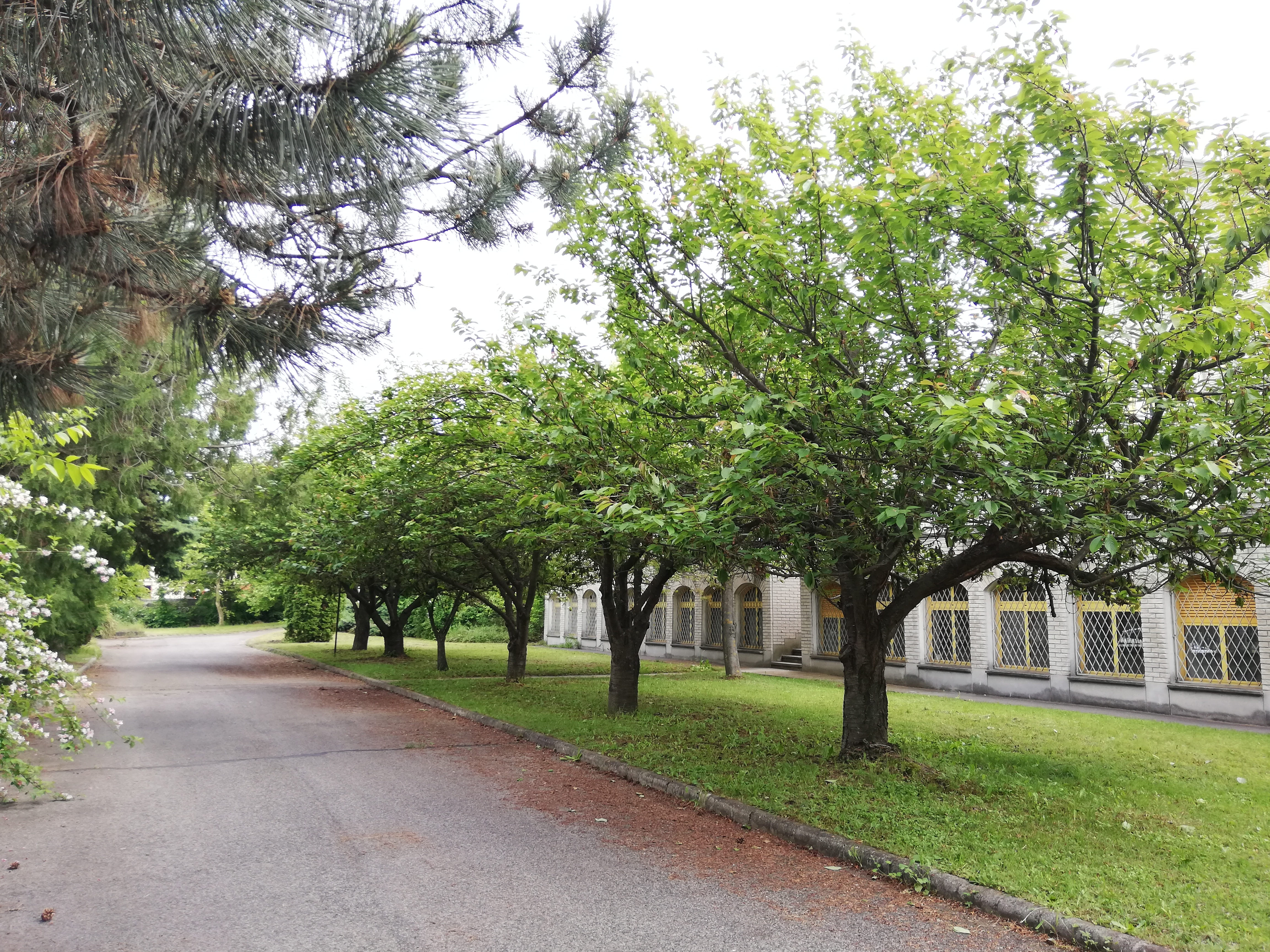
Az előkert egy részlete, jobbra az előrendező ablakaival